# Tovarnik
Tovarnik är en kommun och ort i östligaste Kroatien vid gränsen till Serbien. Kommunen har 2 792 invånare (2011) varav 1 935 bor i centralorten. Tovarnik ligger i regionen Srijem som administrativt hör till Vukovar-Srijems län i landskapet Slavonien. Till kommunen hör även samhället Ilača med 857 invånare.

## Kända personligheter från Tovarnik
- Antun Gustav Matoš (1873-1914), poet, novellist och journalist

### Fotnoter
1. 1 2 3  ”Census of Population, Households and Dwellings 2011, First Results by Settlements” (på engelska och kroatiska) ( PDF). Kroatiska statistiska centralbyrån. Arkiverad från originalet den 19 augusti 2014. https://web.archive.org/web/20140819030849/http://www.dzs.hr/Hrv_Eng/publication/2011/SI-1441.pdf. Läst 18 november 2013.
2. ↑  Ppcina-tovarnik.hr Arkiverad 2 oktober 2013 hämtat från the Wayback Machine. – Kommunens officiella webbplats (kroatiska)